# 元搜索引擎
元件搜索引擎又称集合型搜索引擎，将多个单一搜索引擎集成在一起，提供统一的检索界面，将用户的检索提问同时提交给多个独立的搜索引擎，同时检索多个数据库；并根据多个独立搜索引擎的检索结果进行二次加工，如对检索结果去重、排序等；输出给自己。